# June Griffith
Tháng Sáu Marcia Griffith (kết hôn với Collison) (sinh ngày 16 tháng 6 năm 1957) là một vận động viên điền kinh điền kinh người Guyana đã nghỉ hưu. Bà tham gia cả hai sự kiện chạy nước rút và nhảy. Bà đại diện cho Guyana ở cự ly 400 mét tại Thế vận hội năm 1984, lọt vào vòng bán kết trước khi kết thúc vị trí thứ 5 và không đủ điều kiện trong trận bán kết, đứng sau người đoạt huy chương vàng (Valerie Brisco-Hook) và huy chương đồng (Kathy Smallwood-Cook).
Bà đạt huy chương vàng 400 mét tại Thế vận hội Trung Mỹ và Caribbean năm 1982. Bà cũng giành được một huy chương bạc tại Thế vận hội Pan American năm 1979, thua Sharon Dabney thông qua một bức ảnh xem lại để xem rõ ai là người chiến thắng trong nội dung 400 mét và một huy chương đồng trong môn nhảy xa tại Thế vận hội Khối thịnh vượng chung 1978.
Bà kết hôn với Dennis Collison, cũng là một vận động viên Guyana trong bộ môn chạy nước rút. Họ là cha mẹ của cầu thủ bóng rổ NBA Darren Collison. Ban đầu bà đến Hoa Kỳ theo học bổng theo dõi của Đại học Adelphi. Sau khi kiếm được bằng MBA, bà đã làm CFO cho Trung tâm y tế St. Luke hiện đang đóng cửa ở Sierra Madre, California. Bà hiện là COO của Trung tâm y tế khu vực Arrowhead.